# نمایه تقدیر و تشکر
نمایه تقدیر و تشکر یک روش برای نمایه‌سازی و تجزیه و تحلیل قدردانی در ادبیات علمی است و در نتیجه، کمی تأثیر قدردانی. یک مقاله علمی معمولاً دارای بخشی است که در آن نویسنده از نهادهایی مثل بودجه و کارکنان فنی، همکاران، و غیره تشکر کرده‌است؛ که مواد یا دانش کمک کرده‌اند یا تحت‌تاثیر قرار داده یا کار خود را الهام گرفته‌است. مثل یک نمایه استنادی تأثیرات را بر روی کار علمی اندازه‌گیری می‌کند، اما به یک معنای متفاوت؛ نفوذ نهادی و اقتصادی و همچنین تأثیر غیررسمی از افراد، ایده‌ها، و آثار را اندازه‌گیری می‌کند. برخلاف ضریب تأثیر، یک معیار کلی تولید نمی‌کند، اما تجزیه و تحلیل اجزاء به‌طور جداگانه را ممکن می‌کند.
اولین نمایه سازی تقدیر و تشکر خودکار در موتور جستجو و کتابخانه‌های دیجیتال، به ویکی‌پدیا ایجاد شده‌است. با این حال، که از ویژگیهای دیگر پشتیبانی نمی‌شود. سیستم جدید استخراج و نمایه‌سازی تقدیر و تشکر برای تحقیق تقدیر و تشکر در دسترس است.